# Tommaso Giordani
Tommaso Giordani, född ca 1730 i Neapel i Italien, död februari 1806 i Dublin i Irland, var en italiensk kompositör.

## Biografi
Giordani kom från en musikalisk familj. Hans far var Giuseppe Giordani senior, född omkring 1695 i Neapel och död efter 1762, troligtvis i London (ej släkt till den neapolitanske organisten Carmine Giordani). En yngre bror var Giuseppe Giordani (1743-1798), som kallas "Giordanello". 
Tommaso var utbildad i Neapel och flyttade med familjen till London omkring 1752. Efter tre år på Covent Garden gav han ut sin första komiska opera. År 1762 uppträdde han på Theatre Royal, Haymarket som sångare.
År 1764 bosatte han sig i Dublin. Han var en av de ledande musikerna i den irländska huvudstaden 1764 till 1781, då han återvände till London. Efter två år for han emellertid tillbaka till Dublin, där han tillbringade resten av sitt liv. Han hade där del i ett operahus, som han grundade 1783, och i en musikaffär, som båda var ekonomiskt framgångsrika.
Bland hans kompositioner finns ett antal operor, ett oratorium, Isaac(1767), och en stor mängd overtyrer, sonater, konserter, kvartetter (mestadels stråkkvartetter, även om vissa har med flöjt eller klaviatur), trios för violin, flöjt och generalbas, sånger, etc. Han var organist i St. Marys Pro-Cathedral i Dublin, 1784-1798, och genomförde en egen Te Deum vid firandet på återinsättningen av kung George III, 30 april 1789.
Bland hans elever fanns Lady Morgan, Tom Cooke och John Field, skaparen av nocturne, som gjorde sin debut på en av Giordanis Rotundakonserter (4 april 1792). Hans sista opera, The Cottage, Festival, framfördes på Theatre Royal, Dublin, 28 november 1796.